# فيليس هافر
فيليس هافر (بالإنجليزية: Phyllis Haver)‏ هي ممثلة أمريكية، ولدت في 6 يناير 1899 بدوغلاس في الولايات المتحدة، وتوفيت في 19 نوفمبر 1960 بكانان في الولايات المتحدة بسبب جرعة زائدة.

## أعمال

### أفلام
- (1923) البالوني
- (1927) طريق اللحم

## وصلات خارجية
- فيليس هافر على موقع IMDb (الإنجليزية)
- فيليس هافر على موقع أول موفي (الإنجليزية)
- فيليس هافر على موقع قاعدة بيانات الفيلم (الإنجليزية)